# الحركة الشعبية للسود
بعد انهيار الإعمار أنشأ الأمريكيون الأفارقة حركة سياسية مستقلة على نطاق واسع في الجنوب أسموها: الحركة الشعبية للسود.

## البدايات
وما بين عامي 1886 و1898 نظم الفلاحون السود، الفلاحون المستأجرون والعمال بالزراعة مجتمعاتهم لمكافحة الزيادة المتصاعدة لقوانين جيم كرو. أصبح للحركة الشعبية للسود مكانتها ونمت لتكون قوة إقليمية وواجهت مقاومة شرسة من المزارعين البيض ونخبة من رجال الأعمال من خلال الحزب الديمقراطي الحزب الديمقراطي والشبكة التابعة له من المحاكم والمليشيات ومديري الشرطة والصحف وبإحكام قبضتهم والرقابة المشددة من المنطقة. وتم تنظيم أعمال العنف ضد الحركة الشعبية للسود من خلال جماعة كو كلوكس كلان، وغيرها من المنظمات الإرهابية للبيض التي أنشئت بهدف إيقاف أو عكس مسار الحقوق المدنية والسياسية للسود.

## الأهداف
على الرغم من هذه المعارضة، استطاع أتباع النظرية الشعبية تنفيذ سلسلة من الأنشطة منها:
- إنشاء بورصات زراعية
- جمع الأموال لصالح المدارس
- نشر الصحف
- الضغط من أجل إصدار تشريعات أفضل
- تصعيد مقاطعة الائتمان الزراعي
- القيام بإضرابات من أجل الحصول على أجور أفضل
- الاحتجاج على نظام تشغيل المسجونين والإعدام خارج نطاق القانون
- المطالبة بوجود محلفين من السود أثناء نظر القضايا التي بها متهمون سود
- دعم الإصلاحات المحلية السياسية والإشراف الفيدرالي على الانتخابات
- إدارة حملات مستقلة وتضم تكتلاً سياسيًا.

أسست الحركة الشعبية للسود منظمات زراعية مختلفة منها القوى الزراعية الملونة والمنظمة الجنوبية فرسان العمال وتعاونيات العمال الأمريكيين وتحالف المزارعين الملونين. وبالرغم من ذلك، فإن مواجهة القيود أثناء محاولتهم إجراء هذه الإصلاحات وعدم توافر إمكانية الدخول في العملية الانتخابية، قد ساعد أتباع الحركة الشعبية في إطلاق حزب الشعب واستخدموا حزب يسار الوسط حينئذ الحزب الجمهوري في حملات التكتل السياسي. (واليوم بعد أن انحاز الحزب الجمهوري لليمين وتم تجاهل الحزب الديموقراطي في الجنوب عن طريق أحد أتباع الحركة الشعبية ديكسيكراتس الذي عارض الاندماج في ستينيات القرن العشرين وصوت معظم الأمريكيين الأفارقة في هذه الانتخابات لمرشحي الحزب الديموقراطي).

## المقاومة والفشل
وفي أواخر تسعينيات القرن التاسع عشر - وفي ظل هجوم لا هوادة فيه - حذرت الحملات الدعائية من «عصر تجديد جديد» و«حكم الزنوج» واستخدم الترهيب الجسدي والعنف واغتيال القادة وجنود المشاة - أدى كل ذلك إلى سحق الحركة. وأحد أبرز من هاجموا الحركة الشعبية للسود بين تيلمان زعيم حركة جنوب كاليفورنيا للمزارعين البيض. وكسياسيين واقعيين عرف أعضاء الحركة الشعبية بالجنوب أن أمامهم خيارين لا ثالث لهما في حربهما على حكم البروبون الديموقراطيين. وكان يجب عليهما الاختيار بين محاولة الفوز بأصوات الناخبين الزنوج أو القضاء عليهم تمامًا. انتهجت مجموعة تيلمان في ولاية كارولينا الجنوبية الأسلوب الأخير. حيث كانت أفكارهم رجعية بالكامل وانحازوا إلى البوربون في تجاهلهم للتعديل الخامس عشر للدستور. سعى أعضاء الحركة الشعبية في مكان آخر إلى الفوز بأصوات الناخبين الزنوج سواء من خلال الاندماج مع الأقلية من الحزب الجمهوري أو من خلال التحدث عن قضايا تهم قطاعًا كبيرًا من الفلاحين الزنوج ولم يكن من قبيل المصادفة في الجنوب أن تكون حركة الطرف الثالث هي الأقوى في هذه الولايات حيث لم تسع فقط إلى الحصول على أصوات الزنوج بل دعم الناشطين الزنوج.
ظلت فكرة أن الرجل الأسود بطريقة ما قد خان الحركة الشعبية تطارد حزب الشعب في جورجيا حيث أدرك أعضاء الحركة الشعبية منذ البداية الأهمية السياسية للسود. وكان أربعون ألفًا من المصوتين من الجمهوريين أي الغالبية من الفلاحين العبيد. وإذا قسمنا أصوات البيض، فقد يحسمون أي انتخابات بالولاية. لكن هنا يكمن المأزق؛ كيف كان أعضاء الحركة الشعبية يغازلون أصوات السود مع عدم خسارة أصوات البيض؟ وكيف منعوا البيض من التفكير فيهم على أنهم «حزب زنجي» وعن استعداد الحزب للنظر بدونية للعبيد السابقين؟ مع ذلك، فمن الواضح أنه كانت هناك محاولة لاستمالة السود. كان مخططًا خطيرًا لكنه كان يتضمن درجة سابقة في السياسة الخارجية، ففي العامين 1870 و 1880 كان الديمقراطيون والمستقلون أحيانًا ما يستخدمون نفس الأداة عندما تتقسم أصوات البيض، ففي تلك الأيام كان كثيرًا من البيض ينوون السماح للرجل الأسود بالاقتراع خاصة عندما تكون تكلفة الصوت قليلة كعشرة سنتات أو جرعة ويسكي.
تم تدمير الحركة الشعبية للسود تماما كعلامة بارزة في نهاية المقاومة السياسية المنظمة لعودة سيادة الرجل الأبيض في الجنوب أواخر القرن التاسع عشر. ومع ذلك فإن الحركة الشعبية للسود ظلت تقف كأكبر انتفاضة سياسية مستقلة في الجنوب حتى ظهور حركة الحقوق المدنية الحديثة.

## وصلات خارجية
- Black Populism in the New South